# Danskerligaen
Dansk Forening til Fremmedelementers Begrænsning, i daglig tale kaldt Danskerligaen, var en antisemitisk forening stiftet 1917 af en kreds omkring tidsskriftet Fædrelandet (1906-19).

## Historie
Foreningen blev stiftet 31. maj 1917. Forinden havde initiativtagerne, en kreds omkring det nationalkonservative tidsskrift Fædrelandet, sendt 500 fortrolige skrivelser til forskellige danske antisemitter. Hoveddrivkraften var bladets ejer og redaktør Ingvald Kieler.
En anden af drivkræfterne var billedhuggeren Rasmus Bøgebjerg. Bøgebjerg mente, i forlængelse af nogle udtalelser af N.F.S. Grundtvig, at jøderne ubemærket fik listet sig ind på betydelige poster og områder i samfundet. I sin tale ved foreningens stiftende generalforsamling nævnte han desuden jødernes modvilje mod at opgive deres kultur og særegenhed som deres samfundsopløsende og uroskabende egenskaber.
Bøgebjerg mente derudover, at jøderne i al stilhed var i færd med at overtage det danske kulturliv, de danske medier og det danske statsapparat. Desuden mente han, at jøderne betragtede danskerne som en laverestående race, og fra deres positioner i samfundets top ville de efterhånden få Danmark indlemmet i et tysk-jødisk verdensvælde. I forlængelse heraf beskrev han tidernes jødeforfølgelser som grusomme, men på ingen måde umotiverede, idet han anså jødernes væsen for bedragerisk og løgnagtigt.
Andre offentligt kendte personer i foreningen var zoologen H.J. Hansen, der forfattede nogle antijødiske artikler i Jyllands-Posten og arkitekten Alfred Råvad. Dertil kan nævnes skolelæreren Hans Brunøe og hans bog Danskerne og de andre fra 1919.
Foreningen udgav i 1923 en af zoologen Hans Jacob Hansen forfattet pjece med titlen Jødespørgsmaalet, hvori han argumenterede for, at der også i Danmark fandtes et "jødespørgsmål", og at jøderne påvirkning af samfundet kunne sammenlignes med arseniks påvirkning af en organisme.

## Dansk Nationalt Tidsskrift
Foreningen udgav 1919-29 tidsskriftet "Dansk Nationalt Tidsskrift" med mottoet "Danmark for Danskerne". Bladet havde mange kendte højrenationale som bidragydere, blandt andet forfatterne Valdemar Rørdam og Harald Tandrup samt økonomen K.A. Wieth-Knudsen og germanisten Carl Roos.